# Aldo Soria
Aldo Marín Soria (Santiago del Estero, Santiago del Estero, 15 de septiembre de 1971) es un exfutbolista argentino que jugaba como delantero.

## Trayectoria

### Central Córdoba
Soria debutó de muy joven en Central Córdoba, en 1986. Su primera etapa en el club duró hasta 1990. En el 2003 volvió al ferroviario y le puso fin a su carrera.

### Newells
En 1990 pasó a Newells. Con la lepra rosarina fue campeón de Primera División en 1991 y 1992. Soria también fue parte del equipo que llegó a la final de la Copa Libertadores 1992.

### Deportivo Morón
En 1993 llegó a Deportivo Morón, donde tuvo un breve paso.

### Social Ramallo
En 1994 se unió a Social Ramallo.

### Atlético Tucumán
En 1996 se mudó a San Miguel de Tucumán, para jugar en Atlético Tucumán. Jugó en el decano hasta el año 1997.

### Huracán de San Rafael
Para la temporada 1997/98 se sumó a Huracán de San Rafael. En su primera temporada estuvo muy cerca de ascender al Nacional B, a través del torneo reclasificatorio.

### Pacífico
Luego de paso por el globo de San Rafael, se sumó a Pacífico.

### Colón de Mendoza
En la temporada 2001/02 jugó para Colón de Mendoza.

## Clubes
| Club                  | País      |
| --------------------- | --------- |
| Central Córdoba       | Argentina |
| Newells               | Argentina |
| Deportivo Morón       | Argentina |
| Social Ramallo        | Argentina |
| Atlético Tucumán      | Argentina |
| Huracán de San Rafael | Argentina |
| Pacífico              | Argentina |
| Colón de Mendoza      | Argentina |

## Palmarés
| Título           | Equipo  | País      | Año  |
| ---------------- | ------- | --------- | ---- |
| Primera División | Newells | Argentina | 1991 |
| Primera División | Newells | Argentina | 1992 |